# 庄資氏
庄 資氏（しょう すけうじ）は、鎌倉時代末期から南北朝時代の備中国小田郡（現岡山県倉敷市）出身の武将。通称は七郎。高山城・幸山城2代城主。

## 略歴
祖父は本庄有次（複数系図が存在する為、断定はできない）。父は庄左衛門四郎資房。父資房は鎌倉幕府方の北条仲時軍に従い、その一門と共に、元弘3年に忠死した。資房の嫡男である庄七郎資氏は高山城主を継ぎ、後醍醐天皇（南朝）に属して活動する事となる。資氏は弟の庄左衛門資政を養子とした為、弟の資政にとっては義父に当たる。弟であり、養子となった資政は、猿掛城主になったと系図には記述されており、高山城（幸山城）の城主になったとは記されていない。複数系図は存在するが、父資房も資氏自身も、猿掛城主とは記述されておらず、この事が、猿掛城を築き、初代城主となったのは、資政ではないかと言った説を生じさせている。
複数ある『庄系図略図』（岡山県所蔵）の一つには、資氏の実子は庄資昭（通称は小太郎、後に時資とある）としている。この系図では、資昭の子息は、庄資定（信濃）としている（複数いた子息の1人と見られる）。別の『庄系図略図』では、資昭の通称が「小六郎」となっており、猿掛城主と記述され、父は資政としている（資氏の子息が猿掛城に居住した事は間違いない）。通称の違いは誤記と見られるが、太郎を六郎と書き違えたのか、六郎を太郎と書き違えたのかは不明である。常識に基づけば、嫡男であるのだから、通称は小太郎と考えられる。